# Łagowo
Łagowo – wieś w Polsce położona w województwie wielkopolskim, w powiecie kościańskim, w gminie Krzywiń.
Od XIII w. wieś należała do zakonu benedyktynów w Lubiniu. W 1303 r. część wsi klasztor otrzymał jako dar, część kupił. Trzecia część została wymieniona za wieś Wławie. W 1363 roku wieś była lokowana na niemieckim prawie wiejskim. Wieś duchowna, własność opata benedyktynów w Lubiniu pod koniec XVI wieku leżała w powiecie kościańskim województwa poznańskiego. W posiadaniu klasztoru Łagowo pozostało do 1797 r.
Prowadzone tutaj badania archeologiczne pozwoliły odkryć we wsi m.in. osadnictwo z kultury łużyckiej (1400–400 lat p.n.e.). Grodzisko o średnicy ok. 120 m i wysokości 2 m znajduje się na półwyspie pobliskiego jeziora. Trafiono tu na cmentarzysko z I w.p. Chr. oraz na osadnictwo wczesnośredniowieczne. 
W centralnym punkcie Łagowa stoi kapliczka z 1 poł. XIX w. z drewnianą rzeźbą Św. Rodziny.
Na południe od zabudowań stoi wiatrak koźlak z 1819 r.
W okresie Wielkiego Księstwa Poznańskiego (1815–1848) miejscowość wzmiankowana jako Łagowo należała do wsi większych w ówczesnym pruskim powiecie Kosten rejencji poznańskiej. Łagowo należało do majątku Jerka, którego właścicielem był wówczas (1846) rząd pruski w Berlinie (w Jerce znajdował się urząd pruski). W skład majątku Jerka wchodziło łącznie 16 wsi. Według spisu urzędowego z 1837 roku Łagowo liczyło 197 mieszkańców, którzy zamieszkiwali 35 dymów (domostw).
W latach 1975–1998 miejscowość administracyjnie należała do województwa leszczyńskiego.
Przy wjeździe do Łagowa stoi tablica informująca o tym, że wieś liczy 700 lat.
We wsi urodził się Franciszek Rataj ps. „Paweł” (ur. 9 października 1894, zm. 30 września 1958 w Poznaniu) – podpułkownik piechoty Wojska Polskiego, uczestnik powstania wielkopolskiego, wojny polsko-bolszewickiej 1920 i III powstania śląskiego, uczestnik konspiracji i powstaniec warszawski, dowódca 15 Pułku Piechoty „Wilków” AK.